# Fanniidae

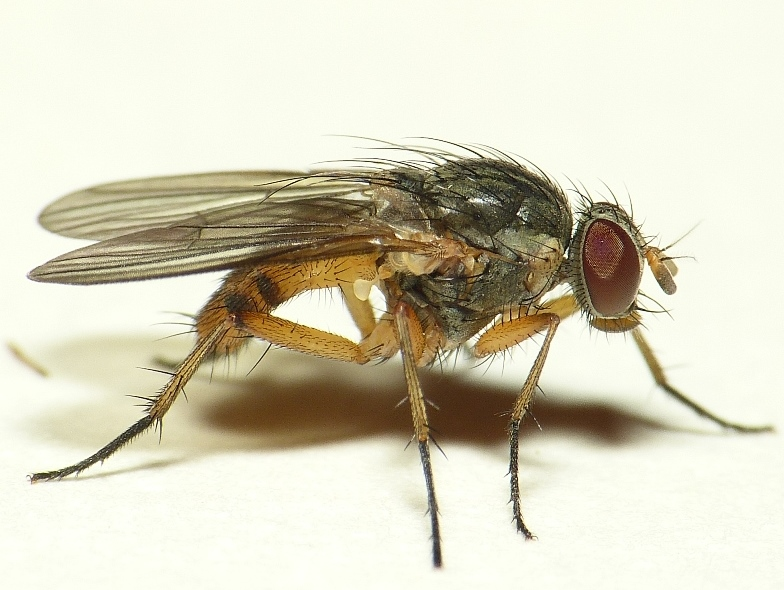
Piezura graminicola

Fanniidae es una pequeña familia de moscas (285 especies en cuatro géneros) de distribución holártica y neotropical templada. Hay 11 especies afrotropicals, 29 orientales y 14 australoasiáticas.
Los adultos son de tamaño pequeño a mediano y generalmente tienen cuerpos y patas de colores oscuros. Los machos tienden a congregarse en enjambres de continuo movimiento a la sombra de los árboles. las hembras suelen mantenerse más ocultas. Las larvas tiene cuerpos aplanados con marcadas protuberancias laterales. Son carroñeras, se alimentan de materia orgánica en descomposición.
Fannia canicularis es una especie sinantrópica de distribución mundial.
Las moscas Fanniidae son indicadores usados en entomología forense.
Antes eran considerados una subfamilia de Muscidae, pero presentan suficientes diferencias  para ser colocados en su propia familia.

### Identificación
References to identify the family include:
- Chillcott, J.G. 1961. "A revision of the Nearctic species of Fanniinae (Diptera: Muscidae)". Can. Entomol. Suppl. 14, 295 p. Keys to Nearctic genera and species. Excellent figures.
- Willi Hennig Muscidae in Erwin Lindner: Die Fliegen der Paläarktischen Region,7 (63b) 1-1110. Out of date, but good keys and figures.
- Lyneborg, L. 1970. "Taxonomy of European Fannia larvae (Diptera, Fanniidae)". Stuttg. Beitr. Naturkd. 215, 28 p.
- Rozkosny, R.; Gregor, F.; Pont, A.C. 1997. "The European Fanniidae (Diptera)". Acta Sci. Nat. Brno. 80p. Keys to all 82 known European species (machos, hembras y larvas).

### Listas de especies
- Neártico
- Paleártico occidental incluyendo Rusia Archivado el 4 de marzo de 2016 en Wayback Machine.
- Australasia/Oceanía
- Japón